# Krzysztof Popek
Krzysztof Popek (* 27. Januar 1957 in Rybnik) ist ein polnischer Jazzmusiker (Flöte, Komposition) und Musikproduzent.

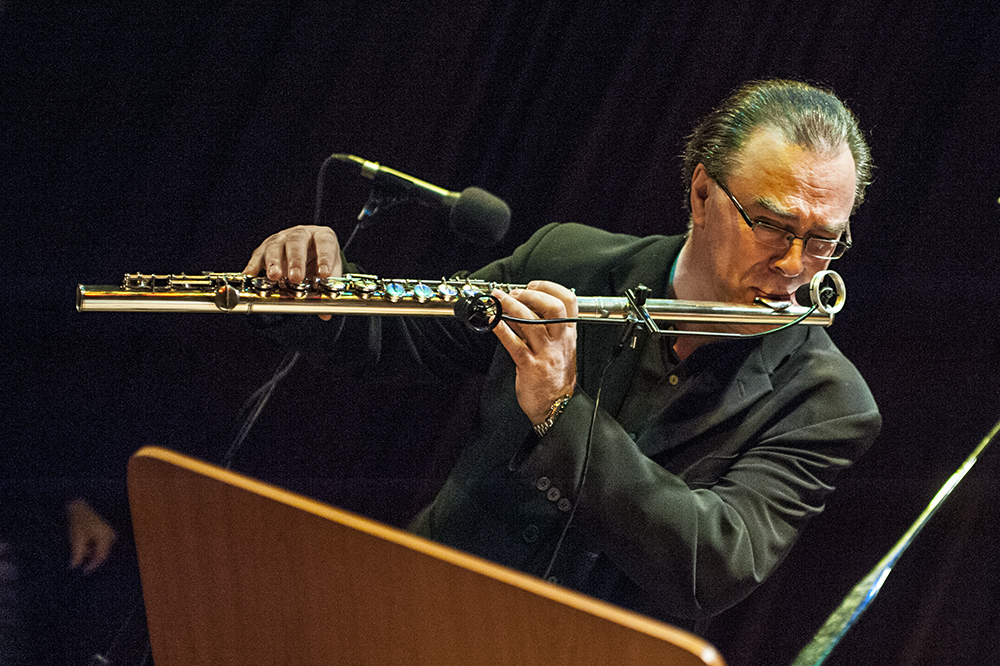
Krzysztof Popek (2011)

## Leben und Wirken
Popek begann seine Karriere als Jazzmusiker bei den Festivals Jazz Juniors und Jazz Nad Odrą, bei denen er ausgezeichnet wurde. Er gehörte zum Sextett von Kazimierz Jonkisz und leitete ab 1985 die Band Pick Up, mit der zwei Alben entstanden. Vor allem als Leiter und Hauptkomponist der Formation Young Power, der unter anderem Bernard Maseli, Grzegorz Nagórski, Janusz Skowron, Piotr Wojtasik, der Posaunist Bronisław Duży und der E-Bassist Marcin Pospieszalski angehören, schaffte er 1987 den Durchbruch. Daneben gehörte er zur Band des Bluesmusikers Ireneusz Dudek, mit dem mehrere Alben entstanden. 1997 trat Popek mit seinem Quintett in Bonn anlässlich des Beitritts Polens zur NATO auf. Derzeit spielt er in seinem International Quintet mit Musikern wie Kirk Lightsey, Cameron Brown und Victor Lewis. Er trat auf Festivals wie dem Jazz Jamboree, Molde International Jazz Festival, den Leverkusener Jazztagen, Nancy Jazz Pulsations oder den Berlin Jazztagen auf.
1992 gründete Popek den Musikverlag und das Label Power Bros, das Alben von Musikern wie Joe Lovano, Billy Harper, Buster Williams, Billy Hart und David Friesen sowie eine Multimedia-Edition der Werke von Krzysztof Komeda herausgebracht hat.

## Preise und Auszeichnungen
Die Zeitschrift Jazz Forum zeichnete ihn 1987 und 1988 als Musiker des Jahres aus; mehrere Jahre hintereinander wurde er dort ab 1988 (und wiederum 2019) als Flötist des Jahres ausgezeichnet; Young Power wurde in derselben Zeitschrift 1987 als Bigband des Jahres und 1988 als Band des Jahres herausgestellt. 1996 wurde das Album Letters and Leaves, das mit seinem Quintett entstand, im Jazz Forum als Album des Jahres gefeiert; es war zudem für einen Fryderyk nominiert.

## Diskographische Hinweise
- Young Power: Young Power (Polskie Nagrania Muza 1987)
- Young Power: Nam Myo Ho Renge Kyo (Polskie Nagrania Muza 1989)
- Letters & Leaves (Power Bros, 1996 mit Piotr Wojtasik, Wojciech Niedziela, Jacek Niedziela, Adam Buczek)
- House of Jade (Power Bros, 2009 mit Piotr Wojtasik, Randy Porter, David Friesen, Victor Lewis)
- Estate (Power Bros, 2009 mit Piotr Wojtasik, Steven Scott, Cameron Brown, Victor Lewis)
- Fresh Air Project (Power Bros, 2016 mit Piotr Wojtasik, Nicolas Simion, George Cables, Cameron Brown, Victor Lewis)

## Lexikalische Einträge
- Adam Cegielski & Barry Kernfeld: Popek, Krzysztof in: New Grove Dictionary of Jazz 2002 (Oxford Music Online)